# Campionati europei di tiro 2013
I Campionati europei di tiro 2013 sono stati la 34ª edizione della competizione organizzata dalla Federazione europea di tiro.
Si sono svolti dal 21 luglio al 2 agosto 2013 a Osijek, in Croazia.

## Podi

### Uomini
| Evento                                   | Oro                                                       | Punti  | Argento                                                        | Punti  | Bronzo                                                       | Punti  |
| 25 metri                                 |                                                           |        |                                                                |        |                                                              |        |
| Pistola                                  | Yusuf Dikeç                                               | 578    | Roman Bondaruk                                                 | 575    | João Costa                                                   | 573    |
| Pistola a squadre                        | Russia Michail Nestruev Denis Kulakov Leonid Ekimov       | 1708   | Turchia Yusuf Dikeç Murat Kılınç Fatih Kavruk                  | 1707   | Ucraina Roman Bondaruk Oleksandr Petriv Ivan Bidnjak         | 1706   |
| Pistola automatica                       | Roman Bondaruk                                            | 32     | Aleksej Klimov                                                 | 31     | Christian Reitz                                              | 27     |
| Pistola automatica a squadre             | Germania Christian Reitz Aaron Sauter Oliver Geis         | 1742   | Russia Aleksej Klimov Aleksandr Alifirenko Andrej Ščepetkov    | 1728   | Polonia Piotr Daniluk Damian Klimek Radosław Podgórski       | 1715   |
| Pistola a percussione centrale           | Yusuf Dikeç                                               | 590    | Christian Reitz                                                | 588    | Fatih Kavruk                                                 | 587    |
| Pistola a percussione centrale a squadre | Turchia Yusuf Dikeç Murat Kılınç Fatih Kavruk             | 1741   | Ucraina Roman Bondaruk Oleksandr Petriv Ivan Bidnjak           | 1729   | Finlandia Teemu Lahti Petri Ylinen Marko Räsänen             | 1727   |
| 50 metri                                 |                                                           |        |                                                                |        |                                                              |        |
| Pistola                                  | Giuseppe Giordano                                         | 195,7  | João Costa                                                     | 189,3  | Denis Kulakov                                                | 167,3  |
| Pistola a squadre                        | Italia Andrea Amore Giuseppe Giordano Francesco Bruno     | 1671   | Turchia Abdullah Ömer Alimoğlu Yusuf Dikeç İsmail Keleş        | 1665   | Russia Denis Kulakov Vladimir Gončarov Anton Gur'janov       | 1655   |
| Carabina a terra                         | Valerian Sauveplane                                       | 208,8  | Henri Junghänel                                                | 208,6  | Sjarhej Martynov                                             | 187,4  |
| Carabina a terra a squadre               | Francia Cyril Graff Mickaël D'Halluin Valerian Sauveplane | 1873,6 | Bielorussia Sjarhej Martynov Vital' Bubnovič Juryj Ščarbacėvič | 1872,7 | Danimarca Steffen Olsen Kenneth Nielsen Carsten Brandt       | 1872,0 |
| Carabina 3 posizioni                     | Nazar Luginec                                             | 452,3  | Valerian Sauveplane                                            | 451,6  | Vital' Bubnovič                                              | 441,4  |
| Carabina 3 posizioni a squadre           | Francia Cyril Graff Mickaël D'Halluin Valerian Sauveplane | 3513   | Russia Nazar Luginec Fëdor Vlasov Denis Sokolov                | 3509   | Bielorussia Illja Čarhejka Vital' Bubnovič Juryj Ščarbacėvič | 3501   |
| 300 metri                                |                                                           |        |                                                                |        |                                                              |        |
| Carabina standard                        | Michael Podolak                                           | 586    | Marcel Bürge                                                   | 583    | Bernhard Pickl                                               | 583    |
| Carabina standard a squadre              | Svizzera Marcel Bürge Rafael Bereuter Olivier Schaffter   | 1745   | Norvegia Stian Bogar Kim Andre Lund Ole Kristian Bryhn         | 1743   | Austria Michael Podolak Bernhard Pickl Martin Strempfl       | 1742   |
| Carabina a terra                         | Anders Brolund                                            | 599    | Marcel Bürge                                                   | 598    | Valerian Sauveplane                                          | 598    |
| Carabina a terra a squadre               | Francia Cyril Graff Josselin Henry Valerian Sauveplane    | 1788   | Svezia Stefan Ahlesved Johan Gustafsson Anders Brolund         | 1788   | Danimarca Steffen Olsen René Kristiansen Carsten Brandt      | 1783   |
| Carabina 3 posizioni                     | Cyril Graff                                               | 1179   | Josselin Henry                                                 | 1174   | Marcel Bürge                                                 | 1174   |
| Carabina 3 posizioni a squadre           | Francia Cyril Graff Josselin Henry Valerian Sauveplane    | 3522   | Svizzera Marcel Bürge Rafael Bereuter Olivier Schaffter        | 3509   | Norvegia Stian Bogar Kim Andre Lund Ole Kristian Bryhn       | 3483   |

### Donne
| Evento                         | Oro                                                       | Punti                 | Argento                                                     | Punti                | Bronzo                                                      | Punti         |
| 25 metri                       |                                                           |                       |                                                             |                      |                                                             |               |
| Pistola                        | Heidi Diethelm Gerber                                     | Heidi Diethelm Gerber | Munkhbayar Dorjsuren                                        | Munkhbayar Dorjsuren | Monika Karsch                                               | Monika Karsch |
| Pistola a squadre              | Russia Anna Mastjanina Ekaterina Koršunova Julija Alipova | 1743                  | Germania Monika Karsch Munkhbayar Dorjsuren Antje Nöske     | 1735                 | Serbia Zorana Arunović Jasna Šekarić Danica Rašeta          | 1728          |
| 50 metri                       |                                                           |                       |                                                             |                      |                                                             |               |
| Carabina a terra               | Natalija Kal'nyš                                          | 597                   | Ramona Gössler                                              | 595                  | Kata Veres                                                  | 593           |
| Carabina a terra a squadre     | Ucraina Natalija Kal'nyš Lesja Les'kiv Ol'ha Holubčenko   | 1767                  | Germania Ramona Gössler Amelie Kleinmanns Constanze Rotzsch | 1767                 | Polonia Sylwia Bogacka Paula Wrońska Alicja Ziaja           | 1764          |
| Carabina 3 posizioni           | Amelie Kleinmanns                                         | 456,2                 | Snježana Pejčić                                             | 453,9                | Ivana Maksimović                                            | 440,0         |
| Carabina 3 posizioni a squadre | Rep. Ceca Nikola Mazurová Adéla Sýkorová Lucie Švecová    | 1737                  | Francia Émilie Évesque Laurence Brize Marie Fayolle         | 1736                 | Polonia Sylwia Bogacka Paula Wrońska Agnieszka Nagay        | 1736          |
| 300 metri                      |                                                           |                       |                                                             |                      |                                                             |               |
| Carabina a terra               | Charlotte Jakobsen                                        | 595                   | Olivia Goberville                                           | 595                  | Gudrun Wittmann                                             | 594           |
| Carabina a terra a squadre     | Germania Gudrun Wittmann Sandra Georg Eva Friedel         | 1767                  | Svizzera Bettina Bucher Marina Schnider Myriam Brühwiler    | 1766                 | Estonia Ljudmila Korchagina Anžela Voronova Elena Potasheva | 1765          |
| Carabina 3 posizioni           | Anžela Voronova                                           | 586                   | Karolina Kowalczyk                                          | 582                  | Lesja Les'kiv                                               | 581           |
| Carabina 3 posizioni a squadre | Svizzera Bettina Bucher Marina Schnider Myriam Brühwiler  | 1727                  | Polonia Sylwia Bogacka Karolina Kowalczyk Alicja Ziaja      | 1722                 | Norvegia Sina Oleane Busk Eline Skovli Utne Marianne Berger | 1696          |

## Medagliere
| Pos.   | Paese       | Oro | Argento | Bronzo | Totale |
| ------ | ----------- | --- | ------- | ------ | ------ |
| 1      | Francia     | 6   | 4       | 1      | 11     |
| 2      | Germania    | 3   | 6       | 3      | 12     |
| 3      | Svizzera    | 3   | 4       | 1      | 8      |
| 4      | Russia      | 3   | 3       | 2      | 8      |
| 5      | Ucraina     | 3   | 2       | 2      | 7      |
| 6      | Turchia     | 3   | 2       | 1      | 6      |
| 7      | Italia      | 2   | 0       | 0      | 2      |
| 8      | Svezia      | 1   | 1       | 0      | 2      |
| 9      | Austria     | 1   | 0       | 2      | 3      |
| 9      | Danimarca   | 1   | 0       | 2      | 3      |
| 11     | Estonia     | 1   | 0       | 1      | 2      |
| 12     | Rep. Ceca   | 1   | 0       | 0      | 1      |
| 13     | Polonia     | 0   | 2       | 3      | 5      |
| 14     | Bielorussia | 0   | 1       | 3      | 4      |
| 15     | Norvegia    | 0   | 1       | 2      | 3      |
| 16     | Portogallo  | 0   | 1       | 1      | 2      |
| 17     | Croazia     | 0   | 1       | 0      | 1      |
| 18     | Serbia      | 0   | 0       | 2      | 2      |
| 19     | Finlandia   | 0   | 0       | 1      | 1      |
| 19     | Ungheria    | 0   | 0       | 1      | 1      |
| Totale | Totale      | 28  | 28      | 28     | 84     |